# 1912 en musique
| \| • Retour à la chronologie générale de la musique populaire • \| |
| XXIe siècle • XXe siècle • XIXe siècle • XVIIIe siècle XVIIe siècle • XVIe siècle • XVe siècle • XIVe siècle XIIIe siècle • XIIe siècle • XIe siècle • Xe siècle IXe siècle • VIIIe siècle • Haut Moyen Âge • Rome • Grèce |
| • Retour à la chronologie générale de la musique populaire • |

| • Retour à la chronologie générale de la musique populaire • |

| Années de la musique populaire : 1909 - 1910 - 1911 - 1912 - 1913 - 1914 - 1915    |
| Décennies de la musique populaire : 1880 - 1890 - 1900 - 1910 - 1920 - 1930 - 1940 |

Cet article présente les faits marquants de l'année 1912 en musique.

## Évènements et œuvres
- 2 mai : James Reese Europe réunit 125 musiciens afro-américains, plus un chœur, pour un concert de charité au Carnegie Hall à New York[1].
- La « bataille du disque contre le cylindre » se termine essentiellement cette année lorsque Columbia cesse la production de cylindres, laissant ce marché en contraction presque exclusivement à Thomas Edison[2].
- W. C. Handy publie la partition de The Memphis Blues[3], considérée par certains comme la première musique de blues[4].
- La Femme aux bijoux[5] et L'Hirondelle du faubourg[6], chansons de Bénech et Dumont, créées par Gaston Dona.
- La P'tite Lilie, chanson de Ferdinand-Louis Bénech et Eugène Gavel.
- Moonlight Bay, chanson d'Edward Madden et Percy Wenrich enregistrée par l'American Quartet[7] et par Dolly Connolly[8].
- When Irish Eyes Are Smiling, Ernest Ball, Chauncey Olcott, et George Graff Jr.[9].
- Enregistrement d'Aloha Oe (Farewell to Thee) par Herbert L. Clarke et le Sousa's Band[10].

## Naissances
- 14 juillet : Woodie Guthrie, chanteur et guitariste folk américain († 3 octobre 1967).
- 23 août : Gene Kelly, danseur, acteur, chanteur, chorégraphe et réalisateur américain († 2 février 1996).
- 5 octobre : Oscar Thiffault, chanteur de musique country et folk québécois († 6 février 1998).
- 24 novembre : Teddy Wilson, pianiste de jazz américain († 31 juillet 1986).
- 25 novembre : Amal El Atrach, chanteuse et actrice syro-égyptienne († 15 juillet 1944).
- Date inconnue :
  - Hadj M'rizek, chanteur et musicien algérien de hawzi et chaâbi algérien († 12 février 1955).

## Principaux décès
- 15 avril :  Wallace Henry Hartley, chef d'orchestre du Titanic, ainsi que ses sept collègues d'orchestre, victimes du naufrage du Titanic (° 2 juin 1878).